# Taras Mychavko
Taras Vasyl'ovyč Mychavko (in ucraino Тарас Васильович Михавко?; Dobrohostiv, 30 maggio 2005) è un calciatore ucraino, difensore della Dinamo Kiev.

## Caratteristiche tecniche
È un difensore centrale.

## Carriera

### Club
Cresciuto calcisticamente nelle giovanili del L'viv, esordisce in Prem"jer-liha nel 2023 contro il Ruch Vynnyky.
Nella sessione invernale di calcio mercato della stagione 2023-2024 passa alla Dinamo Kiev. Debutta il 25 febbraio 2024, giocando da titolare il match contro il Metalist 1925. Il 29 settembre dello stesso anno realizza la sua prima rete da professionista, partecipando al 3-0 con cui la Dinamo batte il Livyj Bereh.

### Nazionale
Vanta 15 presenze e tre reti con le nazionali giovanili ucraine.

## Statistiche
Statistiche aggiornate al 25 novembre 2024.

### Presenze e reti nei club
| Stagione           | Squadra            | Campionato         | Campionato | Campionato | Coppe nazionali | Coppe nazionali | Coppe nazionali | Coppe continentali | Coppe continentali | Coppe continentali | Altre coppe | Altre coppe | Altre coppe | Totale | Totale | Totale |
| Stagione           | Squadra            | Comp               | Pres       | Reti       | Comp            | Pres            | Reti            | Comp               | Pres               | Reti               | Comp        | Pres        | Reti        | Pres   | Reti   |        |
| ------------------ | ------------------ | ------------------ | ---------- | ---------- | --------------- | --------------- | --------------- | ------------------ | ------------------ | ------------------ | ----------- | ----------- | ----------- | ------ | ------ | ------ |
| 2022-2023          | L'viv              | PL                 | 4          | 0          |                 | -               | -               |                    | -                  | -                  |             | -           | -           | 4      | 0      |        |
| feb.-giu. 2024     | Dinamo Kiev        | PL                 | 8          | 0          | KU              | -               | -               | UEC                | -                  | -                  |             | -           | -           | 8      | 0      |        |
| 2024-2025          | Dinamo Kiev        | PL                 | 12         | 1          | KU              | 1               | 0               | UCL+UEL            | 4+4                | 0                  |             | -           | -           | 21     | 1      |        |
| Totale Dinamo Kiev | Totale Dinamo Kiev | Totale Dinamo Kiev | 20         | 1          |                 | 1               | 0               |                    | 8                  | 0                  |             | -           | -           | 29     | 1      |        |
| Totale carriera    | Totale carriera    | Totale carriera    | 24         | 1          |                 | 1               | 0               |                    | 8                  | 0                  |             | -           | -           | 33     | 1      |        |

## Palmarès

### Club

#### Competizioni nazionali
- Campionato ucraino: 1

Dinamo Kiev: 2024-2025